# محمد ياسين صالح
محمد ياسين صالح (مواليد عام 1985 في قدسيا) مجاز باللسانيات وإعلامي وشاعر وسياسي سوري يشغل منصب وزير الثقافة في حكومة أحمد الشرع منذ 29 آذار 2025.

## التعليم والمسيرة المهنية
ولد محمد ياسين صالح في عام 1985، وينحدر بالأصل من مدينة قدسيا بريف دمشق الغربيّ التي نشأ فيها، ودرس في ثانوية ابن خلدون (التجهيز) بدمشق. حاز صالح على درجة بكالوريوس في اختصاص اللسانيات من جامعة لندن متروبوليتان في المملكة المتَّحدة، ويحمل درجة ماجستير في الترجمة من جامعة وستمنستر.
بدأ مسيرته المهنية في مجال الإعلام فعمل في عدّة صحف ومحطّات تلفزيونية قبل التحاقه بشبكة الجزيرة الإعلاميَّة في عام 2012، وهناك عمل مُذيعًا، فقدّم عددًا من البرامج التلفزيونية، من بينها برنامج «تأملات» الذي أضحى واحدًا من بين البرامج الخمسة الأعلى مشاهدةً على القناة، وقبلها برنامج «مرآة الصحافة» وبرنامج «المرصد». فاز صالح بلقب «فصيح العرب» لسنة 2016 في برنامج «فصاحة»، والذي أنتجه تلفزيون قطر.